# Psychotria surinamensis
Psychotria surinamensis är en måreväxtart som beskrevs av Cornelis Eliza Bertus Bremekamp. Psychotria surinamensis ingår i släktet Psychotria och familjen måreväxter. Inga underarter finns listade i Catalogue of Life.